# Дистрибутив
Дистрибутив (англ. distribute — розповсюджувати) — форма розповсюдження програмного забезпечення.
Дистрибутив зазвичай містить програми для початкової ініціалізації системи (у випадку дистрибутиву операційної системи — ініціалізація апаратної частини, завантаження урізаної версії системи і запуск програми-встановлювача), програму-встановлювач (для вибору режимів і параметрів встановлення) і набір спеціальних файлів, що містять окремі частини системи (так звані пакети).
Наявність дистрибутивів — наслідок того, що форма програмного забезпечення, яка використовується для його розповсюдження, майже ніколи не збігається з формою програмного забезпечення на працюючій системі.

## Дистрибутив програмного забезпечення
Програмне забезпечення для ОС Windows розповсюджується у вигляді EXE- або MSI-установників, для Mac OS — переважно в образах DMG, для Linux — або в розповсюджених RPM-, або в DEB-пакетах, а також у вигляді початкового коду, архівованих в форматі tar.gz або tar.bz2. При розповсюдженні програми через інтернет дистрибутив часто упакований в один файл образу файлової системи чи архіву.